# Кості (гра)

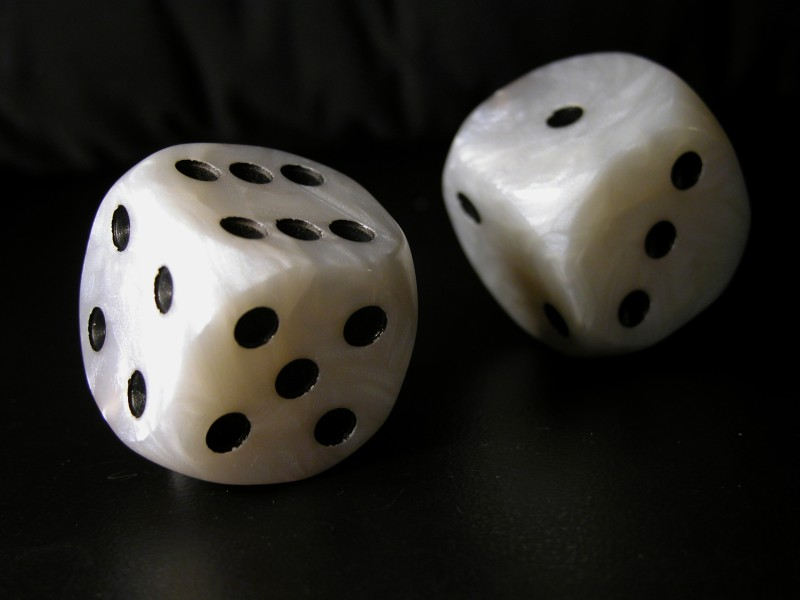
Дві стандартних шестигранних гральних кості із закругленими кутами.

Ко́сті — одна з найдавніших ігор. Інструментом для гри є кубики (кості, кісточки) в кількості від одного до п'яти залежно від виду гри. При правильній розмітці протилежні грані кісточок повинні в сумі становити 7 (6 проти 1, 5 проти 2, 4 проти 3). Суть гри полягає в викиданні кубиків і подальшому підрахунку очок, кількість яких і визначає переможця. Різновиди гри припускають різний підрахунок очок.
Основний принцип гри в кості — кожен гравець за чергою кидає певну кількість гральних кісточок (від однієї до шести), після чого результат кидка (сума очок, що випали; в деяких варіантах використовуються очки кожної кісточки зокрема) використовується для визначення переможця чи переможеного. До кінця гри може виконуватися довільна кількість кидків.

## Історія гри

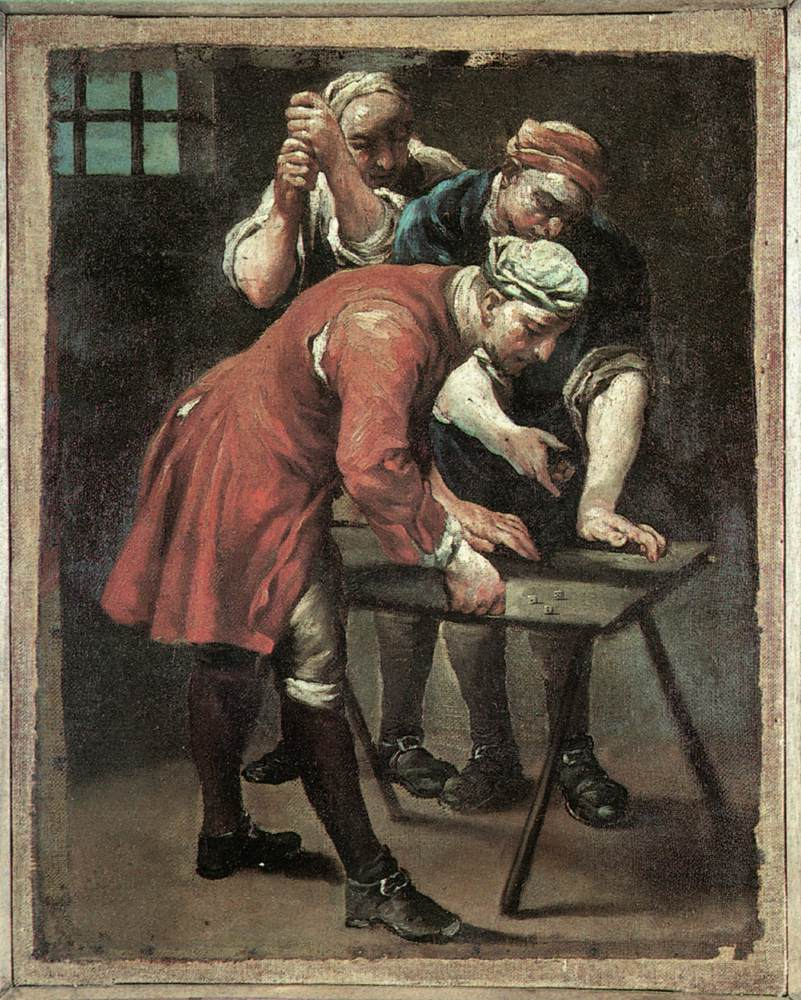
Джузеппе Марія Креспі. Гравці в кості. 18 століття.

Одна з найдавніших ігор — перші прообрази гральних кісточок знайдені в Єгипті, датуються вони XX століттям до н. е. Згадується в Махабхараті, була поширеною у Стародавньому Римі. Має безліч різновидів, від простих (виграє той, хто викинув більшу кількість очок) до складних, в яких можна використовувати різні тактики гри.
Кубики виготовляли з різних матеріалів, але найбільш поширеним була кістка. Факт появи костей остаточно не з’ясовано, але існує гіпотеза, що вони походять від астрагалів. За деякими джерелами, гра в кості пов'язана з ворожінням на кістках тварин. На це вказує також те, що в давнину результат гри вважався виявленням волі богів.
Точне місце виникнення гри в кості не відоме. Найдавніші кісточки датуються XX століттям до н. е., виявлені в Фівах. Спочатку кісточки служили знаряддям для ворожінь. За даними археологічних розкопок в кості грали повсюдно у всіх куточках земної кулі.
Стародавні греки вважали, що кісточки винайшли лідійці, рятуючись від голоду, щоб хоч чимось зайняти свої уми. Софокл у трагедії «Паламед», що дійшла до нас лише частково, стверджує, що герой Троянської війни Паламед навчив греків грати в кості.
Вважається, що поширення в Європі гра отримала завдяки римським патриціям. Гра в кості отримала відображення в давньоєгипетській, греко-римської, ведистській міфології. Згадується в Біблії, Іліаді, Одіссеї, Махабхараті, збірнику ведистських гімнів Ріґведа. У пантеонах богів хоча б один бог був володарем гральних кісточок як невід'ємного атрибута. Спочатку гра в кості носила суто ритуальний характер, і лише пізніше стала чисто світською дією.
Після падіння Римської імперії гра поширилася в Європі, особливо захоплювалися нею в часи Середньовіччя. Оскільки гральні кісточки використовувалися не тільки для гри, а й для ворожіння, церква неодноразово намагалася заборонити гру, для цієї мети придумувалися найвитонченіші покарання, але всі спроби закінчувалися невдачею.
Згідно з даними археології, у кості грали і в язичницькій Русі. Після хрещення Русі православна церква намагалася викорінити гру, але серед простого народу вона залишалася популярною, на відміну від Європи, де грою в кості захоплювалася вища знать і навіть духовенство.
Війна, оголошена владою різних країн грі в кості, породила безліч різних шулерських прийомів.

## Сучасна гра в кості
На сьогодні найпопулярніша гра в кості — Крепс. Існують два різновиди гри — у Private Craps грають вдома, а в Bank Craps (або Casino Craps) грають у казино в усьому світі. Онлайн-варіанти цієї гри існують у різних інтернет-казино.

## Різновиди гри
- Гра з астрагалами (найдавніший варіант гри);
- Покер на костях (використовуються п'ять кісточок, кількість гравців необмежена);
- Яхта (використовуються п'ять кісточок, кількість гравців необмежена);
- Свиня (гра з однією кісточкою і будь-якою кількістю гравців);
- Зонк (використовуються 6 кісточок, кількість гравців не обмежена);
- Перудо (використовуються за п'ять кісточок на гравця, кількість гравців — до 10);
- Бак-дайс (при грі використовуються три кісточки, кількість гравців необмежена);
- Хай-дайс (використовуються дві кісточки, парна гра);
- Банк на костях (парна гра з трьома кісточками);
- Блеф (використовуються п'ять кісточок, гра схожа на покер);
- Більше-менше (кількість гравців необмежена, дві кісточки);
- Гра в 13 (дві кісточки, будь-яке число гравців);
- Крепс (дві кісточки, необмежена кількість гравців);
- Мартінеті або Огайо (три кісточки, кількість гравців необмежена);
- Морські кості (п'ять кісточок, будь-яка кількість гравців);
- Тузи (необмежена кількість гравців, п'ять кісточок);
- Чотири кубики (парна гра з чотирма кісточками);
- Тисяча (5 кісточок, але очки дають тільки за 1 і 5, інші або збивають очки, або створюють комбінації);
- Чикаго (гра в кості) (використовуються дві кісточки, кількість гравців необмежена);
- Чак-е-лак (використовуються три кісточки, виграш гравця пропорційний кількості кісточок, на яких випало замовлена кількість очок)[9];

## Факти
- Деякі римські імператори були схильні до пагубної пристрасті до цієї гри, особливо Калігула.
- Найдавніші «шулерські» кості виявлені в Південній Америці.
- Слово «азарт» походить від арабської назви гральних костей, «зар»[10].
- Принципи гри в кості використовуються в дитячих настільних іграх.
- У Середні століття були винайдені спеціальні кості для духовенства — замість очок на них наносилися зображення чеснот.
- У Стародавньому Римі прості громадяни могли грати в кості тільки в певні сезони.
- Найперший закон, який забороняє гру в кості, що дійшов до нас, датується III століттям до н. е.[джерело не вказане 4496 днів]
- Найбільша у світі ігрова кісточка розташована в селищі Томаківка Дніпропетровської області України[джерело не вказане 4446 днів].

## Ймовірність виграшу
Виграш під час гри в кості розрахувати досить нескладно, оскільки ймовірності легко обчислюються. Ймовірність викиду конкретної кількості очок під час гри з однією кісточкою дорівнює 1 до 6. При зростанні кількості кісточок ймовірність зменшується. Наприклад, під час гри на двох кісточках з найменшою ймовірністю буде випадання «2» і «12» очок, а ближче до середнього значення ймовірність зростає. Великою ймовірністю випадання володіє «7». За збільшення кількості кубиків найбільша ймовірність також прямує до середнього значення.
Взагалі, гральні кості часто використовуються для прикладів і задач у навчальній та науковій літературі з теорії ймовірностей.